# USS Kalk (DD-170)
USS Kalk (DD–170) là một tàu khu trục thuộc lớp Wickes của Hải quân Hoa Kỳ trong giai đoạn Chiến tranh Thế giới thứ nhất; trong Chiến tranh Thế giới thứ hai được chuyển cho Hải quân Hoàng gia Anh năm 1940 và đổi tên thành HMS Hamilton  (I-24), rồi được chuyển cho Hải quân Hoàng gia Canada năm 1941 như là chiếc HMCS Hamilton (I-24), trước khi ngừng hoạt động và bị tháo dỡ năm 1945. Nó là chiếc tàu chiến đầu tiên của Hải quân Hoa Kỳ được đặt tên theo Trung úy Hải quân Stanton Frederick Kalk (1894–1917), người tử trận trên chiếc tàu khu trục Jacob Jones trong Thế Chiến I.

## Thiết kế và chế tạo
Được đặt lườn như là chiếc Rodgers vào ngày 4 tháng 3 năm 1917 tại xưởng tàu của hãng Fore River Shipbuilding Corporation ở Quincy, Massachusetts, nó được hạ thủy vào ngày 21 tháng 12 năm 1918, được đỡ đầu bởi bà Flora Stanton Kalk, mẹ Trung úy Kalk. Nó được đổi tên thành Kalk vào ngày 23 tháng 12 năm 1918, và được đưa ra hoạt động tại Boston vào ngày 29 tháng 3 năm 1919 dưới quyền chỉ huy của Hạm trưởng, Thiếu tá Hải quân N. R. Van der Veer.

## Lịch sử hoạt động

### USSKalk
Sau khi chạy thử máy ngoài khơi Newport, Kalk rời Boston vào ngày 3 tháng 5 để đi Newfoundland. Đi đến vịnh Trespassey vào ngày 5 tháng 5, nó lên đường ba ngày sau đó để làm nhiệm vụ cột mốc dẫn đường cho chuyến bay lịch sử vượt Đại Tây Dương của các thủy phi cơ Hải quân NC, ngang qua quần đảo Azores trong các ngày 16 và 17 tháng 5. Quay trở về Boston vào ngày 20 tháng 5, nó lên đường đi sang Châu Âu vào ngày 10 tháng 7, đi đến Brest, Pháp vào ngày 21 tháng 7. Tiếp tục đi ngang qua Anh để đến Hamburg, Đức, nó đến nơi vào ngày 27 tháng 7, bắt đầu chuyến đi kéo dài ba tuần tại biển Baltic, viếng thăm các quốc gia Baltic và Scandinavia trong khuôn khổ các hoạt động của Ủy ban Cứu trợ Hoa Kỳ. Nó quay trở về Brest vào ngày 23 tháng 8 để phục vụ như một tàu thông báo và hộ tống cho đến khi khởi hành quay trở về Hoa Kỳ vào ngày 25 tháng 1 năm 1920.
Về đến Boston vào ngày 12 tháng 2, nó tham gia huấn luyện quân nhân dự bị thuộc Quân khu Hải quân 1 và hoạt động cùng Đội khu trục 3 dọc theo bờ biển Đại Tây Dương từ Cape Code cho đến Charleston. Theo những điều khoản của Hiệp ước Hải quân Washington được ký kết vào ngày 6 tháng 2 năm 1922, Kalk rời Boston vào ngày 10 tháng 5 để đi Philadelphia, nơi nó được cho xuất biên chế vào ngày 10 tháng 7, và được đưa về lực lượng dự bị.
Khi chiến tranh lại nổ ra ở châu Âu đe dọa an ninh khắp thế giới, Kalk được cho nhập biên chế trở lại vào ngày 17 tháng 6 năm 1940 dưới quyền chỉ huy của Trung úy Hải quân T. P. Elliott. Nó rời Philadelphia vào ngày 26 tháng 7, đi đến Charleston vào ngày 31 tháng 7 để nhận nhiệm vụ Tuần tra Trung lập tại Đại Tây Dương. Theo Thỏa thuận đổi tàu khu trục lấy căn cứ giữa Hoa Kỳ và Anh Quốc vào ngày 2 tháng 9, Kalk nằm trong số 50 tàu khu trục cũ được chuyển cho Anh Quốc để đổi lấy quyền thuê lại trong 99 năm các căn cứ chiến lược tại vùng Tây Bán Cầu. Nó rời Charleston ngày 7 tháng 9, đi ngang qua Hampton Roads và Newport để đến Halifax, Nova Scotia, đến nơi vào ngày 18 tháng 9. Nó được cho xuất biên chế vào ngày 23 tháng 9 và được chuyển cho Anh cùng ngày hôm đó.

### HMSHamilton
Nó được cho nhập biên chế cùng Hải quân Hoàng gia Anh như là chiếc HMS Hamilton, vốn là một địa danh chung cho cả Anh lẫn Hoa Kỳ. Vào ngày 1 tháng 10, trên đường đi sang Anh, nó mắc tai nạn va chạm với tàu chị em Georgetown, nguyên là chiếc Maddox tại St. John's, Newfoundland. Đi đến Saint John, New Brunswick để sửa chữa, nó lại bị mắc cạn và bị hư hại đáng kể. Do phía Anh bị thiếu hụt nhân sự, con tàu được vận hành bởi một thủy thủ đoàn người Canada trong khi sửa chữa và sau đó. Hamilton được cải biến để tối ưu cho nhiệm vụ hộ tống và chống tàu ngầm bằng cách tháo dỡ ba trong số các khẩu pháo 4 in (100 mm)/50 caliber ban đầu cùng một dàn ống phóng ngư lôi ba nòng để giảm bớt trọng lượng nặng bên trên, lấy chỗ cho việc trang bị dàn súng cối chống tàu ngầm Hedgehog cũng như tăng lượng mìn sâu mang theo.

### HMCSHamilton
Vào cuối tháng 6 năm 1941, nó được cho nhập biên chế cùng Hải quân Hoàng gia Canada như là chiếc HMCS Hamilton, phù hợp với thông lệ đặt tên của Canada vốn đặt tên tàu khu trục theo tên các con sông tại Canada: sông Hamilton tại Labrador. Trong suốt quãng đời phục vụ còn lại, nó ở lại khu vực Bắc Đại Tây Dương, bảo vệ các đoàn tàu vận tải đi lại giữa St. John's và New York. Vào ngày 2 tháng 8 năm 1942, nó phát hiện và tấn công một tàu ngầm U-boat Đức, buộc đối phương phải lặn xuống và ngăn chặn thành công ý định tấn công đoàn tàu vận tải. Bị đánh giá không còn phù hợp cho hoạt động ở tuyến đầu, từ ngày 11 tháng 8 năm 1943, nó trở thành tàu tiếp liệu cho HMCS Cornwallis tại Annapolis, Nova Scotia. Được xem là dư thừa vào ngày 1 tháng 4 năm 1945, nó được cho ngừng hoạt động vào ngày 8 tháng 6 tại Sydney, Nova Scotia. HMCS Hamilton được kéo rờ khỏi Sydney vào ngày 6 tháng 7 để đi Baltimore, Maryland, nơi nó được dự định bán cho hãng Boston Iron & Metal Company để tháo dỡ, nhưng bị đắm trên đường đi.